# Inkwilersee
Der Inkwilersee ist ein kleiner See an der Grenze der Schweizer Gemeinden Inkwil, Kanton Bern, und Bolken, Kanton Solothurn.

## Lage
Er liegt etwa 3 Kilometer westlich (genauer: WNW) von Herzogenbuchsee, ist etwa 500 Meter lang und 300 Meter breit, sein mittlerer Wasserspiegel liegt auf 461 m. ü. M., die mittlere Tiefe beträgt 2,9 m und er besitzt eine Oberfläche von etwa 10 Hektaren.
Inmitten des Toteissees ist eine Insel, nahe der maximalen Tiefe von 6 m. Entwässert wird der Inkwilersee durch den Seebach, der etwa 5 km weiter nördlich in die Aare mündet. Es gibt einen Fussweg rund um den Schilfgürtel des Sees. Wenige Kilometer vom Inkwilersee liegt der etwa doppelt so grosse Burgäschisee.

## Geschichte
Der See ist ca. 12 000 bis 13 000 Jahre alt. Wie der Burgäschisee ist auch der Inkwilersee ein kleiner, aus Toteislöchern entstandener See auf der Grenze der Kantone Solothurn und Bern. Bereits während der Pfahlbauerzeit gab es am Seeufer zahlreiche Siedlungen. An verschiedenen Stellen stiess man bei Ausgrabungen auf Fundgegenstände. Im Frühjahr 2007 wurden die Pfahlbauten (nur unter Wasser) durch Taucher untersucht. Man fand Speerspitzen und Werkzeuge. Die Gemeindegrenze Bolken-Inkwil geht durch den See, und über das Inseli (die grössere der kleinen Inseln). Früher hiess der See Bolkensee und gehörte zur Gemeinde Bolken. Auf beiden Inseln im See wurden die Überreste bronzezeitlicher Pfahlbauten entdeckt. Die Insel gehört seit 2011 zum UNESCO-Welterbe «Prähistorische Pfahlbauten um die Alpen». In den letzten Jahren hat sich der Europäische Biber auf der grossen Insel angesiedelt. Da er die Überreste der Pfahlbauten gefährdet, soll er auf die kleinere Insel umgesiedelt werden. Im Winter 2023/2024 soll die grosse Insel durch ein Gitter geschützt werden.
Im selben Zeitraum und auf vergleichbare Art wie der Inkwilersee, wurde auch der ungefähr 33 km südwestlich gelegene, wesentlich kleinere Lobsigesee bei Seedorf im Kanton Bern gebildet.

## Ökologie

### Naturschutz
Der solothurnische Teil des Sees ist seit 1949 und der bernische seit März 2022 als Naturschutzgebiet ausgewiesen, damit wurden auch kuriose Rechtsverhältnisse beendet.

### Verlandung
In einem Pilotprojekt wurden im Zeitraum vom 19. bis 24. August 2002 die Teichrosen im Inkwilersee gemäht. Mit der Ernte der Teichrosen sollte die Verlandung verlangsamt und damit die Lebensdauer des Sees verlängert werden. Man befürchtet beim Kantonalen Amt für Umwelt, dass der See ohne Massnahmen in etwa 150 Jahren ganz verlanden könnte. Entsprechende Konzepte zur Verhinderung werden erarbeitet. Die Teichrosen wurden mit einem speziellen Mähboot (Seekuh) abgemäht und anschliessend ans Ufer transportiert (Teichrosenverlad). Es wurden rund drei Viertel des Teichrosenbestandes gemäht. Der Umfang der Ernte wurde so festgelegt, dass der Schutz der Tier- und Pflanzenwelt gewährleistet war. Am Ufer wurden die Teichrosen mit einem Häcksler zerkleinert und für den Abtransport vorbereitet. Die Teichrosen wurden von der Firma Kompogas AG zur Gewinnung von erneuerbarer Energie (Kompogas) verwertet.

### Sauerstoffmangel und Fischsterben
Der Inkwilersee ist ein stark eutropher See, d. h., er ist nährstoffreich und sauerstoffarm. Dies hatte in der Vergangenheit verschiedentlich zur Folge, dass es in langen Warmphasen zu akuter Sauerstoffarmut und damit verbundenen Fischsterben gekommen ist – zuletzt Ende August 2009 und wieder 2011. Feuerwehr und Armee mussten 2009 den See während mehreren Tagen mit Wasserfontänen belüften, um den Sauerstoffgehalt wieder zu erhöhen. Die geringe Tiefe des Inkwilersees begünstigt die schnelle Erwärmung des Wassers, reicht aber zur Ausbildung eines Hypolimnions aus. Fischsterben wie im August 2009 und 2011 können dann auftreten, wenn während ausdauernder Warmphasen Winde einsetzen, die die Schichtung des Sees auflösen und das sauerstoffarme Tiefenwasser mit dem restlichen Wasser vermischen.
2011 konnte ein Teil der Fische durch Abfischen mit Netzen und Aussetzung in der nahen Aare gerettet werden. Kleinere Fische konnten in den beiden kleinen Zuflüssen überleben, in welche Frischwasser aus Hydranten eingeleitet wurde.